# Format ouvert
Un format ouvert, également désigné comme standard ouvert, norme ouverte, spécification ouverte ou format libre, se définit comme « tout protocole de communication, d'interconnexion ou d'échange et tout format de données interopérable et dont les spécifications techniques sont publiques et sans restriction d'accès ni de mise en œuvre ».
Les formats ouverts s'opposent aux formats propriétaires, ou formats fermés. Ces derniers sont caractérisés par des spécifications soit gardées secrètes par les entreprises qui les développent, soit publiquement accessibles, mais dont l'utilisation est limitée par des contraintes juridiques ou techniques. Par exemple, les formats .doc de Microsoft et .psd d'Adobe en sont des illustrations.

## Définition
En informatique, un format de données définit une méthode de représentation et de stockage des données. Il s'agit d'une convention permettant de représenter diverses informations, qu'il s'agisse de texte, de pages, d'images, de sons, ou d'autres types de contenu.
Un format de données est considéré comme ouvert si son mode de représentation a été rendu public par son créateur et qu'aucune restriction légale (telles que le droit d’auteur, les brevets ou le copyright) n'empêche sa libre utilisation.
Les formats ouverts sont généralement créés dans un but d’interopérabilité. Un document enregistré dans un format ouvert sera indépendant du logiciel utilisé pour le créer, le modifier, le lire et l’imprimer. L’interopérabilité laisse le choix du logiciel pour utiliser le document libre.
Un standard ouvert est un format ouvert ou libre qui a été approuvé par une organisation internationale de standardisation. Il faut souligner que plusieurs organisations de standardisation acceptent certaines formes de limitations à la diffusion de leurs standards : un standard ouvert peut par conséquent être basé sur un format ouvert mais non-libre.

## Formats ouverts et secteur public
Depuis le milieu des années 2000, certains États ou administrations (administration fédérale suisse, gendarmerie nationale française ainsi que le gouvernement britannique) se sont montrés très attentifs à l’utilisation de formats ouverts. Au-delà de l’intérêt direct pour ces acteurs (qui tient essentiellement à l’interopérabilité), deux raisons expliquent ce soutien :
- D’une part, le secteur public ne peut adopter un format fermé pour ses échanges avec les administrés ou les usagers sans imposer l’utilisation d’un logiciel particulier, ce qui revient à donner à son éditeur une position dominante sur le marché, qui pourrait alors en abuser, et rendrait ce secteur dépendant de cet éditeur pour l’accès à ses propres données et outils.
- D’autre part, manipulant des données sensibles (secret défense, informations fiscales ou médicales par exemple) et archivant ses documents, la puissance publique doit avoir l’assurance que ces données restent consultables à l’avenir, même si le logiciel qui les a générées n’est plus disponible.

## Aperçu de différentes définitions légales

### Définition légale en France
La loi no 2004-575 du 21 juin 2004 pour « la confiance dans l’économie numérique » définit ainsi l’ouverture des formats :

« On entend par standard ouvert tout protocole de communication, d’interconnexion ou d’échange et tout format de données interopérable et dont les spécifications techniques sont publiques et sans restriction d’accès ni de mise en œuvre. »

### Définition légale en Belgique
L’article 30 de la loi du 10 août 2005 instituant le système d’informatisation Phenix apporte une définition du standard ouvert :

« Les protocoles et formats de communication et de sauvegarde du système d’information Phenix sont basés exclusivement sur des standards ouverts. Par standard, on entend une spécification technique, suffisante pour en développer une implémentation complète, approuvée par un organisme de standardisation indépendant. Par standard ouvert, on entend un standard qui soit gratuitement disponible sur l’internet et sans restriction juridique quant à sa diffusion et son utilisation. »

La définition donnée par le gouvernement belge apporte une distinction entre format ouvert et format libre.
Un format libre doit être ouvert, c'est-à-dire gratuit, disponible en ligne et suffisamment complet pour permettre le développement d'une implémentation intégrale. De plus, il ne doit comporter aucune restriction juridique, à l'exception des licences « open-source », qui entraverait sa diffusion et son utilisation. Ainsi, l'ouverture est une condition essentielle pour qu'un format soit considéré comme libre.

### Définition légale au niveau européen
Le programme IDABC de l’Union européenne a défini le cadre européen d’interopérabilité. Dans sa version 1 de novembre 2004, les critères minima pour être reconnu comme un standard ouvert sont définis comme suit :
« 
- Le standard est adopté et sera maintenu par une organisation sans but lucratif et ses évolutions se font sur base d’un processus de décision ouvert accessible à toutes les parties intéressées (consensus ou vote à la majorité, etc.).
- Le standard a été publié et le document de spécification est disponible, soit gratuitement, soit au coût nominal. Chacun a le droit de le copier, de le distribuer et de l’utiliser, soit gratuitement, soit au coût nominal.
- La propriété intellectuelle – c’est-à-dire les brevets éventuels – sur la totalité, ou une partie, du standard est irrévocablement et gratuitement mise à disposition.
- Il n’y a pas de restrictions à la réutilisation du standard.

 »

### Les principaux acteurs
- World Wide Web Consortium : le W3C est un organe de normalisation de différents langages standards en usage sur le web, comme HTML, XHTML ou encore XML.
- ODF Alliance (site officiel) : organe de promotion du format de document bureautique OpenDocument
- Organization for the Advancement of Structured Information Standards (OASIS) : consortium responsable de formats structurés dont certains deviennent des formats ISO/IEC.
- Fondation Xiph.org : organe de promotion de formats multimédias ouverts, parmi lesquels Ogg Vorbis et Ogg Theora

### Les principaux formats ouverts

#### Documents
- Texte brut : ASCII (.txt) / sans extension
- Texte formaté : TeX (.tex), AbiWord (.abw), OpenDocument Text (.odt), Hypertext Markup Language (.htm ou .html), XHTML (.xhtml), Feuilles de style en cascade (.css)
- Texte modulaire et structuré : DITA (.dita)
- Tableur : OpenDocument Spreadsheet (.ods)
- Enregistrements biomédicaux : European Data Format (.edf)
- Document imprimable : Document PDF (.pdf), DjVu (.djvu)
- Livre numérique : EPUB (.epub)

#### Données
- Données brutes : CSV (.csv) / sans extension, JSON (.json), XML (.xml)
- Données sémantiques : RDF (.rdf)
- Données géographiques : KML (.kml), SHP (.shp)

#### Images
- Image simple : PNG (.png), APNG (.png), Portable pixmap (.pbm, .pbm, .pgm, .pnm), MNG (.mng), Windows bitmap (.bmp), PGF (.pgf), WebP (.webp), GIF[8] (.gif), Digital Negative (.dng)
- Fichier graphique : OpenDocument Drawing (.odg), SVG (.svg), XCF (.xcf)

#### 3D
- OBJ
- X3D
- Le format de conteneur pour le logiciel Blender (.blend).
- Collada, norme de format définie par le Kronos Group.
- Alembic, framework pour l'échange de données 3D.

#### DAO / CAO
- Drawing eXchange Format (.dxf)
- STEP (ISO 10303), standard international pour l'échange et l'archivage de données produit; permet d'échanger de la géométrie 3D exacte et/ou tessellée
- Industry Foundation Classes (.ifc)

#### Multimedia
- Vidéo : Xvid, Theora (.ogg .ogv), Dirac, VP8, VP9, AV1
- Audio : Ogg Vorbis (.ogg .oga), FLAC (.flac), Speex (.spx), Opus (.opus), MP3 (.mp3)
- Conteneur : Matroska (.mkv .mka .mks), Ogg (.ogg .ogv .oga .ogx), WebM (.webm .weba)

#### Archivage
- Tar

#### Compression
- lzip, gzip, bzip2, 7z, Zip